# Moschee commissionate dalla Dinastia ottomana
L'elenco seguente contiene alcune delle moschee più importanti dell'odierna Turchia che sono state commissionate dai membri della famiglia imperiale ottomana. Alcune di queste grandi moschee sono anche conosciute come moschea selatin, moschea imperiale, o moschea sultanica, termini che connotano una moschea commissionata in nome del sultano e, in teoria, commemorativa di un trionfo militare. Alcune moschee sono state commissionate o dedicate ad altri membri della famiglia dinastica, in particolare le donne importanti come le madri o le mogli dei sultani.
Solitamente, solo una moschea sultanica o una moschea commissionata da una regina madre (valide) aveva il privilegio di avere più di un minareto.

## Tabella
Nella tabella sottostante la prima colonna mostra il nome, la seconda colonna mostra il luogo, la terza colonna il committente, la quarta colonna l'architetto e la quinta colonna la durata dei lavori.
| Nome                                     | Luogo                 | Committente                     | Architetto                                     | Anni                                                         |
| ---------------------------------------- | --------------------- | ------------------------------- | ---------------------------------------------- | ------------------------------------------------------------ |
| Moschea Hüdavendigar                     | Bursa                 | Murad I                         |                                                | 1365–1385                                                    |
| Moschea di Bayezid I                     | Bursa                 | Bayezid I                       |                                                | 1391–1395                                                    |
| Grande moschea di Bursa                  | Bursa                 | Bayezid I                       |                                                | 1396–1400                                                    |
| Moschea vecchia                          | Edirne                | Solimano Çelebi Mehmet I        | Haci Alaeddin Ömer İbrahim                     | 1402–1414                                                    |
| Mosque Yeşil (Moschea verde)             | Bursa                 | Mehmet I                        | Hacı İvaz                                      | 1419–1421                                                    |
| Complesso Muradiye                       | Bursa                 | Murat II                        |                                                | 1426                                                         |
| Moschea Darül Hadis                      | Edirne                | Murat II                        |                                                | 1435                                                         |
| Moschea Muradiye                         | Edirne                | Murat II                        |                                                | 1435–36                                                      |
| Moschea Üç Şerefeli                      | Edirne                | Murat II                        |                                                | 1438–1447                                                    |
| Moschea di Eyüp Sultan                   | Istanbul              | Maometto II                     |                                                | 1458                                                         |
| Moschea di Fatih                         | Istanbul              | Maometto II                     | Atik Sinan                                     | 1463–1471                                                    |
| Complesso Bayezid                        | Edirne                | Bayezid II                      | Hayrettin                                      | 1484–1488                                                    |
| Complesso Bayezid                        | Amasya                | Şehzade Ahmet                   |                                                | 1486                                                         |
| Moschea di Bayezid II                    | Istanbul              | Bayezid II                      | Yakup                                          | 1501–1506                                                    |
| Moschea di Gülbahar Hatun                | Trebisonda            | Selim I                         |                                                | ?–1514                                                       |
| Moschea di Yavuz Selim                   | Istanbul              | Selim I-Süleyman I              | Alaüddin (Acem Alisi)                          | 1520/21–1527/8                                               |
| Moschea Sultan (Manisa)                  | Manisa                | Hafsa Sultan                    |                                                | 1522                                                         |
| Moschea Şah Sultan                       | Istanbul              | Şah Sultan                      | Mimar Sinan                                    | 1533                                                         |
| Moschea Haseki Sultan                    | Istanbul              | Roxelana                        | Mimar Sinan                                    | 1538–1539, complesso completato 1551, ingrandito nel 1612–13 |
| Moschea di Sehzade                       | Istanbul              | Solimano I                      | Mimar Sinan                                    | 1543–1548                                                    |
| Moschea di Mihrimah Sultan (Scutari)     | Istanbul (Scutari)    | Mihrimah Sultan                 | Mimar Sinan                                    | 1543/4–1548                                                  |
| Moschea di Solimano                      | Istanbul              | Solimano I                      | Mimar Sinan                                    | 1548–1559                                                    |
| Monastero di Solimano                    | Damasco               | Solimano I                      | Mimar Sinan                                    | 1559                                                         |
| Moschea di Rüstem Pascià                 | Istanbul              | Rüstem Pascià                   | Mimar Sinan                                    | 1561–1563                                                    |
| Moschea di Mihrimah (Edirnekapı)         | Istanbul (Edirnekapı) | Mihrimah Sultan                 | Mimar Sinan                                    | c. 1563–1570                                                 |
| Moschea di Sokollu Mehmed Pascià (Fatih) | Istanbul (Kadırga)    | Ismihan Sultan                  | Mimar Sinan                                    | c. 1556/68-1571/72                                           |
| Moschea Selimiye                         | Edirne                | Selim II                        | Mimar Sinan                                    | 1568–1574                                                    |
| Moschea Selimiye                         | Karapınar             | Selim II                        | Mimar Sinan                                    | 1563                                                         |
| Moschea Selimiye                         | Konya                 | Selim II                        | Mimar Sinan (?)                                | 1570                                                         |
| Moschea Atik Valide                      | Istanbul (Üsküdar)    | Nurbanu Sultan                  | Mimar Sinan                                    | 1571–1583, ingrandita 1584–85/86                             |
| Moschea Muradiye                         | Manisa                | Murat III                       | Mimar Sinan                                    | 1583–1586/87, complesso completato 1590                      |
| Yeni Camii (Nuova moschea)               | Istanbul (Eminönü)    | Safiye Sultan Turhan Sultan     | Mimar Davut Ağa Mustafa Ağa Dalgıç Ahmed Çavuş | 1597–1665                                                    |
| Moschea Sultan Ahmet (Moschea Blu)       | Istanbul              | Ahmet I                         | Sedefkar Mehmet Agha                           | 1609–1616                                                    |
| Moschea di Çinili                        | Istanbul (Üsküdar)    | Kösem Sultan                    | Koca Kasım Ağa                                 | 1638–1640                                                    |
| Moschea di Yeni Valide                   | Istanbul (Üsküdar)    | Gülnuş Sultan                   | Hazerfan Mehmet                                | 1708–1710                                                    |
| Moschea di Nuruosmaniye                  | Istanbul              | Mahmut IOsman III               | Mustafa Ağa Simon Kalfa                        | 1749–1755                                                    |
| Moschea di Ayazma                        | Istanbul              | Mustafa III                     |                                                | 1757–1761                                                    |
| Moschea di Laleli                        | Istanbul              | Mustafa III                     | Mehmet Tahir Ağa                               | 1760–1783                                                    |
| Moschea Sultan Mustafa                   | Istanbul              | Mustafa III                     |                                                | 1763                                                         |
| Moschea di Zeynep Sultan                 | Istanbul              | Zeynep Sultan                   | Mehmet Tahir Ağa                               | 1769                                                         |
| Moschea Beylerbeyi                       | Istanbul              | Abdül Hamid I                   | Mehmet Tahir Ağa                               | 1777–1778                                                    |
| Moschea Teşvikiye                        | Istanbul              | Selim III Abdülmecid I          |                                                | 1794–1854                                                    |
| Moschea Selimiye                         | Istanbul              | Selim III                       |                                                | 1805                                                         |
| Moschea di Nusretiye                     | Istanbul              | Mahmut II                       | Krikor Balyan                                  | 1823–1826                                                    |
| Moschea di Hırka'i Şerif                 | Istanbul              | Abdülmecid I                    |                                                | 1847–1851                                                    |
| Moschea di Dolmabahçe                    | Istanbul              | Abdülmecid I - Bezmiâlem Sultan | Garabet Balyan                                 | 1853–1855                                                    |
| Moschea di Ortaköy                       | Istanbul              | Abdülmecid I                    | Garabet Balyan Nigoğayos Balyan                | 1854–1856                                                    |
| Moschea di Pertevniyal                   | Istanbul              | Pertevniyal Sultan              | Montani                                        | 1869–1871                                                    |
| Moschea di Aziziye                       | Konya                 | Pertevniyal Sultan              |                                                | 1872-1874                                                    |
| Moschea di Yıldız Hamidiye               | Istanbul              | Abdul Hamid II                  | Sarkis Balyan                                  | 1884–1886                                                    |

## Moschee sulle colline di Istanbul
Tra le moschee di Istanbul, alcune sono state costruite sui tradizionali sette colli della città. (I numeri si riferiscono al numero della collina. )
1. Moschea del Sultano Ahmed
2. Moschea di Nuruosmaniye
3. Moschea di Bayezid II
4. Moschea di Fatih
5. Moschea di Yavuz Selim
6. Moschea di Mihrimah Sultan

### Esplicative
1. ↑  Solimano Çelebi: un aspirante al trono durante l'Interregno ottomano.
2. ↑  In turco Külliye.
3. ↑  Dedicato ad Abū Ayyūb al-Anṣārī, uno dei primi seguaci del Profeta, morto durante la campagna araba a Istanbul.
4. ↑  Il figlio di Bayezid (quando era un sanjak-bey)
5. ↑  Dedicata alla madre di Selim, Gülbahar Hatun
6. ↑  Hafsa: Madre di Solimano I
7. ↑  Şah: Figlia di Selim I e Ayşe Hatun
8. ↑  Hürrem: Madre di Selim II
9. ↑  Dedicato al figlio di Solimano, Şehzade Mehmed, morto giovane
10. ↑  Mihrimah: figlia di Solimano I e Hürrem Sultan
11. ↑  Rüstem: marito di Mihrimah Sultan, genero di Solimano I e Hürrem Sultan
12. ↑  Furono commissionate due moschee, la prima sul versante asiatico e la seconda sul versante europeo del Bosforo.
13. ↑  Ismihan: figlia di Selim II e Nurbanu Sultan, moglie del gran visir Sokollu Mehmed Pasha
14. ↑  Nurbanu: Madre di Murat III
15. ↑  Safiye: Madre di Mehmet III
16. ↑  Turhan Hatice: Madre di Mehmet IV
17. ↑  Gülnuş: Madre di Ahmet III
18. ↑  Gülnuş: Figlia di Ahmet III
19. ↑  Il Sacro Mantello è custodito in questa moschea
20. ↑  Bezmialem: Madre di Abdülmeit
21. ↑  Pertevniyal: Madre di Abdülaziz

### Bibliografiche
1. ↑  Goodwin, 1971, p. 459.
2. ↑  Necipoğlu, 2005, pp. 59-69.
3. ↑  Rüstem, 2019, pp. 112-119.
4. ↑   Soner Çaǧaptay, Erdogan's empire : Turkey and the politics of the Middle East, 2020,  p. 287, ISBN 978-1-78673-597-3, OCLC 1117636291. URL consultato il 12 maggio 2022.
5. ↑  Necipoğlu, 2005
6. ↑  Rüstem, 2005
7. ↑  Necipoğlu, 2005, pp. 121-122.
8. ↑  Necipoğlu, 2005, pp. 93-94.
9. ↑  Necipoğlu, 2005, pp. 268-272.
10. ↑  Necipoğlu, 2005,, pp. 191-207.
11. ↑  Necipoğlu, 2005, pp. 301-305.
12. ↑  Necipoğlu, 2005, pp. 222-230.
13. ↑  Necipoğlu, 2005, pp. 305-314.
14. ↑  Necipoğlu, 2005, pp. 335-339.
15. ↑  Necipoğlu, 2005, pp. 238-256.
16. ↑   SULTAN SELİM CAMİ-Karapınar, su sinan-tr.com (archiviato dall'url originale il 3 luglio 2013).
17. ↑   Selimiye Camii (Konya), su mimarieserler.blogcu.com (archiviato dall'url originale il 3 luglio 2013).
18. ↑  Necipoğlu, 2005, pp. 280-293.
19. ↑  Necipoğlu, 2005, pp. 257-265.
20. ↑  Rüstem, 2019, p. 172.